# USS Inflict (AM-251)
USS Inflict (AM-251) trałowiec typu Admirable służący w United States Navy w czasie II wojny światowej. Służył na północnym Atlantyku, następnie na Pacyfiku.
Stępkę okrętu położono 26 października 1943 w stoczni Savannah Machine & Foundry Co. w Savannah (Georgia). Zwodowano go 16 stycznia 1944. Jednostka weszła do służby 28 sierpnia 1944, pierwszym dowódcą został Lt. Comdr. Sherman B. Wetmore.
Brał udział w działaniach II wojny światowej. Oczyszczał z min wody Dalekiego Wschodu po wojnie. Sprzedany w 1948 i przemianowany na MV "Manabi".

## Odznaczenia
"Inflict" otrzymał 3 battle star za służbę w czasie II wojny światowej.